# 田中阿歌麿

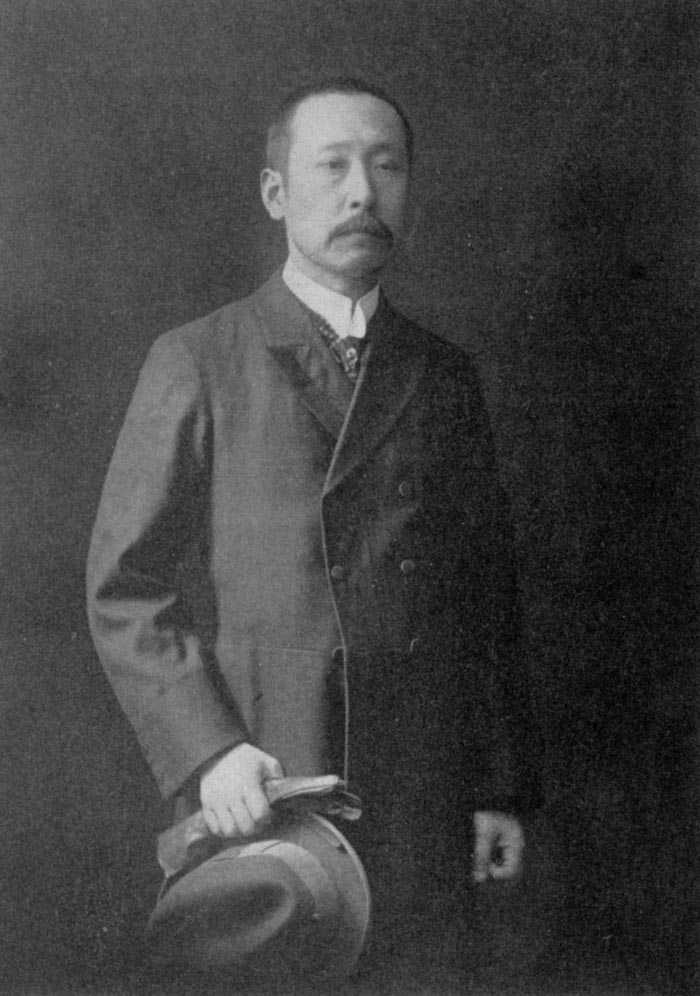
田中阿歌麿

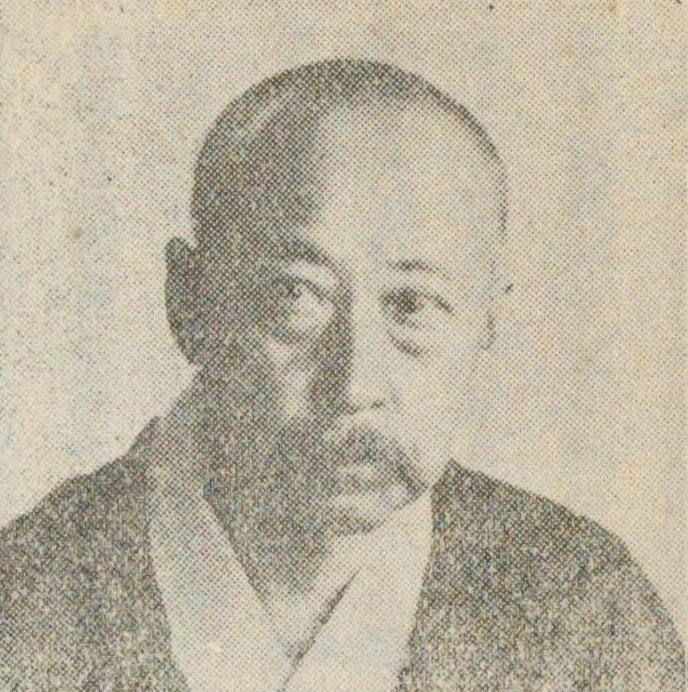
田中阿歌麿

田中 阿歌麿（たなか あかまろ、1869年10月30日〈明治2年9月26日〉 - 1944年〈昭和19年〉12月1日）は日本の地理学者（理学博士）。子爵。日本の陸水学（湖沼学）の先駆け。

## 略歴
築地の尾張藩邸にて同藩士田中不二麿の長男として生まれた。東京師範学校附属小学校で学び、さらに中村敬宇の私塾同人社で学んだのち、1884年（明治17年）、16歳の時の富士登山で、眼下に広がる富士五湖の雄大さに感銘し、湖沼の研究を志す。同年、駐イタリア公使として赴任する父に従い渡欧。イタリア、スイス、フランスを経て、ベルギーのブリュッセル自由大学で学んだ。
イタリアではローマを拠点に、その郊外や北イタリアのコモ湖畔に滞在、イタリア中部火口湖やアルプス南麓の氷河湖を巡り観察。1886年（明治19年）、スイスのレマン湖畔のローザンヌに移り、国際法学者ブリテル宅に寄寓して私立中学校に入学。翌年、アルプス中央部の山河や湖沼を旅行し、夏季牧畜の状況などを観察。ローザンヌ近郊に居住していたレフ・メーチニコフ（元お雇外国人）に教えを乞うた。その後、ブリュッセル自由大学理学部に入学、フランスの地理学者エリゼ・ルクリュに師事して人文地理学を修め、アフリカの地理研究に2年にわたり従事した。
1895年（明治28年）27歳の時に帰国し、日本に湖沼学を紹介する。東京地学協会（1879年設立）の月刊誌『地学雑誌』の編集委員となり、海外事情について熱心に執筆紹介。フランス語文献をもとに「マリアナ群島略誌」（1899–1900年）などの地誌、各国の湖沼学の研究史展望（1901–03年）、「アルプ山地夏季住居とその放牧制度」（1904年）といった集落地理など広範囲に及んだ。
1898年（明治32年）10月に華族女学校嘱託、次いで1900年（明治33年）6月より同校教授に就任し、1906年（明治39年）4月まで在職。この間、早稲田大学の高等師範部外国地理、専修学校（のち専修大学）の外国経済地誌、台湾協会専門学校（のち拓殖大学）・中央大学等の商業地誌の講師を務めた。また、1901年（明治34年）より農商務省水産講習所講師を務め、1920年（大正9年）6月末より京都帝国大学理学部講師を嘱託された。
1899年（明治32年）に日本初の科学的な湖沼研究となる山中湖の測深を行ってから、晩年まで日本各地の湖沼をめぐって湖盆形態や水温などの物理的性質を中心に研究を続けた。31歳の時、富士五湖の研究に着手し、陸地測量部の二万分の一地形図をもとに等深図を作成。調査対象は、箱根の芦ノ湖、磐梯山麓湖沼と猪苗代湖、関東地方・中部地方の湖沼に広げられた。研究成果は「日本湖沼研究略報」として1900年から1908年発行の『地学雑誌』に長く連載された。
1910年（明治43年）からの信濃教育会北安曇部会の後援・助力、さらに信濃教育会南安曇部会・西筑摩部会などの助力による研究の成果として、1930（昭和5）年に『日本北アルプス湖沼の研究』を刊行。同研究に対し、1937年（昭和12年）7月に京都帝国大学より理学博士の学位を授与された。
1931年（昭和6年）に日本陸水学会を創立し、初代会長に。1932年（昭和7年）より南千島（択捉島・国後島・色丹島）および北千島の湖沼と周辺地域を調査。1936年（昭和11年）まで過去39年間に調査研究した湖沼数は約170に達した。1940年（昭和15年）、最後の著書『湖』を刊行。
この間、1909年（明治42年）2月の父の死に伴い、家督相続人として子爵位を襲爵。1943年（昭和18年）5月に隠居を届出て、息子の田中薫が子爵位を受け継いだ。
1944年（昭和19年）12月、老衰により兵庫県武庫郡住吉村の自宅で死去。墓所は雑司ヶ谷霊園。

## 栄典
- 1889年（明治22年）9月26日 - 従五位[13]
- 1898年（明治31年）6月20日 - 正五位[14]
- 1909年（明治42年）3月1日 - 従四位[15]
- 1909年（明治42年）2月19日 - 襲爵（子爵）
- 1916年（大正5年）3月11日 - 正四位[16]
- 1924年（大正13年）3月15日 - 従三位[17]
- 1933年（昭和8年）4月1日 - 正三位[18]
- 1943年（昭和18年）4月15日 - 従二位[19]

## 家族
母のすまは、名古屋の上前津にあった芝居の道具製作の店「花新」の長女。妻の竹子は高崎正風の長女。息子は経済地理学者の田中薫、薫の妻は服飾デザイナーの田中千代。

## 著書
- 湖沼の研究（新潮社、1911年） - 日本初の湖沼学の専門書
- 湖沼学上に見たる諏訪湖の研究（全二巻：岩波書店、1918年）
- 趣味の湖沼学（実業之日本社、1922年）
- 野尻湖の研究（信濃教育会上水内部会、1926年）
- 日本北アルプスの湖沼の研究（信濃教育会北安曇部会、1930年）
- 湖（岡倉書房、1940年）ほか